# Kabinetsformatie Nederland 1901

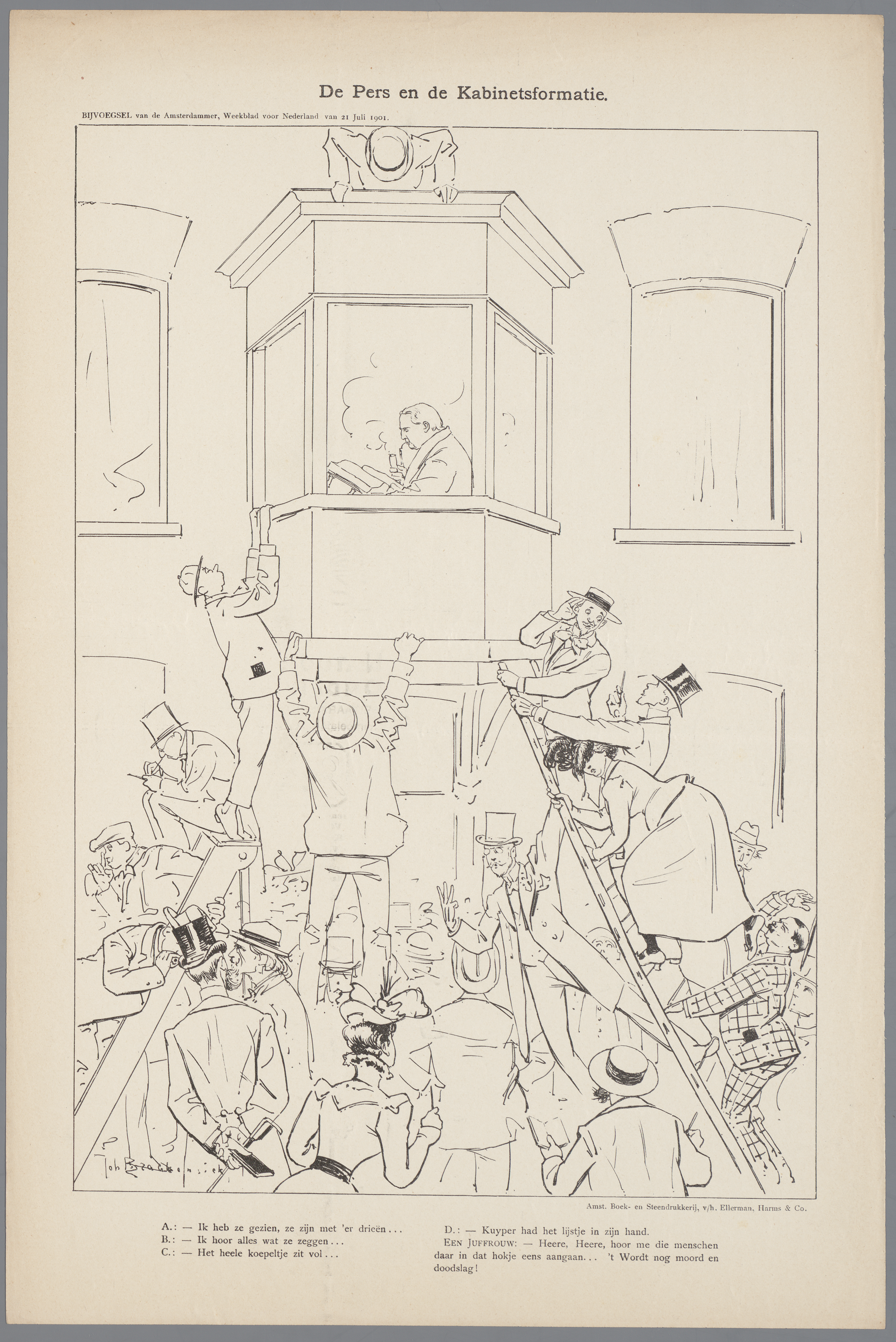
Een spotprent getiteld De Pers en de Kabinetsformatie van Johan Braakensiek. Bovenin zit Abraham Kuyper te werken terwijl de journalisten buiten proberen te kijken wat daarbinnen gebeurt.

Een kabinetsformatie vond in Nederland plaats na de Tweede Kamerverkiezingen van 14 en 27 juni 1901. De formatie resulteerde op 1 augustus 1901 in het kabinet-Kuyper. Het was het tweede coalitiekabinet, omdat het bestond uit Katholieken en de Anti-Revolutionaire Partij (ARP). Het werd verder gesteund door de Vrij-Antirevolutionaire Partij (VAR) en de Christelijk-Historische Kiezersbond (CHK).
De confessionele overwinning en de rol van Abraham Kuyper daarin maakten dat Kuyper werd benoemd als formateur door koningin Wilhelmina. De confessionele partijen wisten binnen anderhalve week tot overeenstemming te komen over het regeringsprogram. Het aanzoeken van ministers zorgde er echter bijna voor dat de formatie mislukte, in het bijzonder op Binnenlandse Zaken. Nadat Kuyper uiteindelijk besloot dat departement zelf te leiden kon hij de formatie afronden.

## Achtergrond
Na tien jaar liberale kabinetten, waarvan kabinet-Pierson de meest recente, leden de liberalen een flink verlies bij de Tweede Kamerverkiezingen van 1901. De confessionele partijen behaalden in de eerste ronde van 14 juni al 47 zetels en stegen bij de tweede stemronde naar 58 van de 100 zetels. De grootste groep was de Katholieken met 25 zetels, direct gevolgd door de Anti-Revolutionaire Partij (ARP) met 24 zetels. De andere confessionele partijen waren de Vrij-Antirevolutionaire Partij (7 zetels), de Christelijk-Historische Kiezersbond (CHK, 1 zetel) en de Friese Bond (1 zetel). In de Eerste Kamer hadden deze partijen geen meerderheid. De partijen konden deze wel krijgen door de Eerste Kamer te ontbinden, omdat ze bij de gelijktijdig gehouden Provinciale Statenverkiezingen van 1901 ook fors gewonnen hadden.

## Consultaties

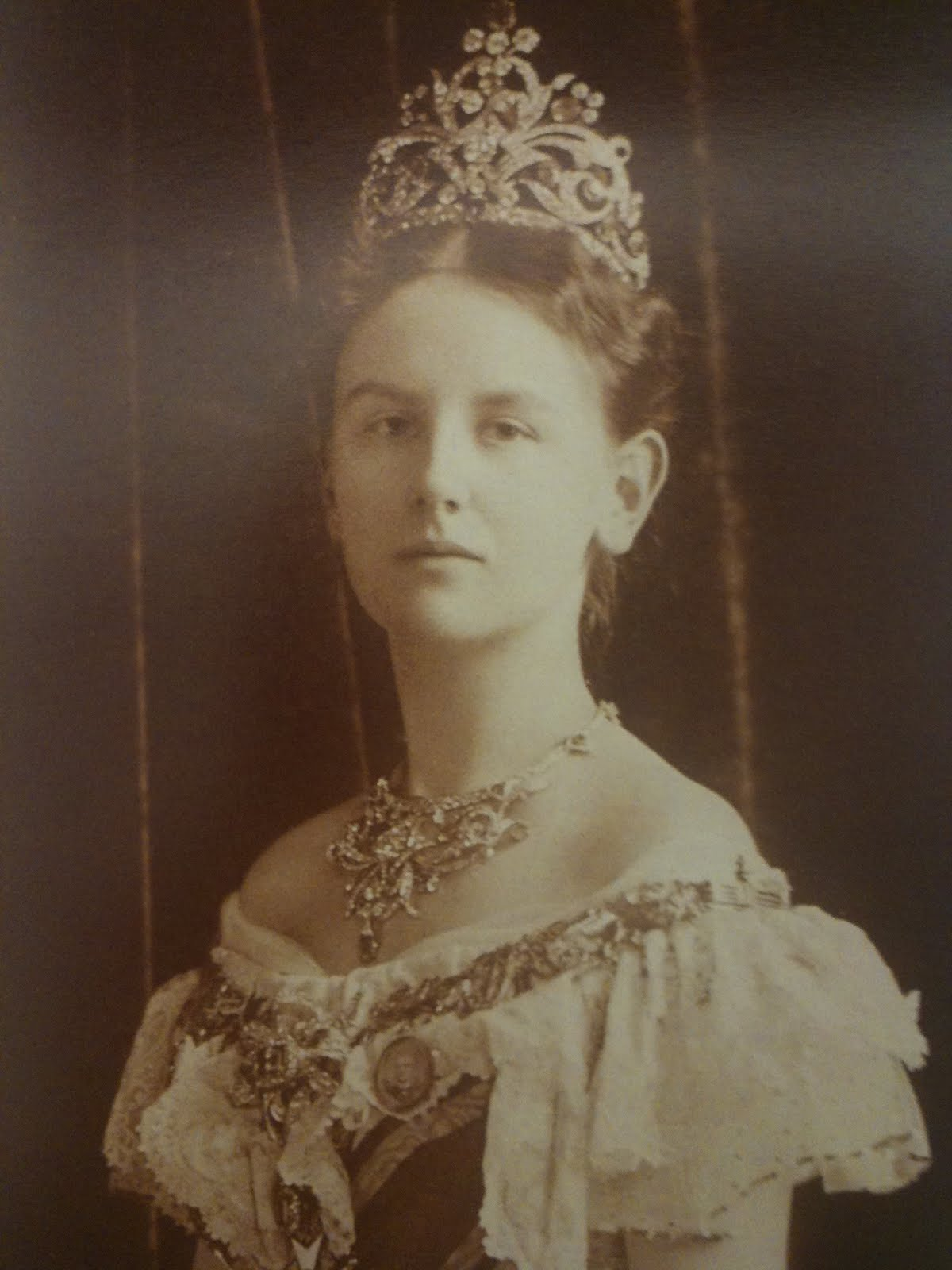
Koningin Wilhelmina in 1901

Op 2, 3 en 4 juli ontving de in 1898 aangetreden koningin Wilhelmina haar voornaamste raadslieden; Eerste Kamervoorzitter Albertus van Naamen van Eemnes, minister van staat Johan George Gleichman en vice-president van de Raad van State Johan Willem Meinard Schorer. De drie raadslieden - met een liberale achtergrond - achtte ARP-leider Abraham Kuyper de meest logische persoon als formateur. Een katholiek formateur zou, hoewel het de grootste partij was, op te veel weerstand stuiten. Van Naamen van Eemnes en Gleichman adviseerden wel om vooraf nog andere confessionele politici te raadplegen, wat Schorer juist afraadde om boven de partijen te blijven staan. Van Naamen van Eemnes adviseerde de koningin om waarborgen te vragen op een aantal onderwerpen, zoals de Nederlandse neutraliteit in de Tweede Boerenoorlog, voortzetting van de Atjehoorlog, zo weinig mogelijk staatsinmenging op sociaal gebied en van zo min mogelijk verhogen van het tarief van invoerrechten. Dit waren onderwerpen waar Kuyper anders over dacht.
Al voor de gesprekken met de liberale raadslieden had zij directeur van het Kabinet der Koningin Petrus Johannes Vegelin van Claerbergen gevraagd advies in te winnen bij de antirevolutionaire staatsraad Ulrich Herman Huber, de vrij-antirevolutionaire leider Alexander de Savornin Lohman en de voormalig ARP-minister-president Æneas Mackay (die daarvoor moest terugkomen uit het Oostenrijk-Hongaarse Teplice). Ook zij droegen Kuyper voor als formateur, ondanks de verschillen die zij constateerden tussen de confessionele partijen.

## Formateur Kuyper

### Voorgesprekken

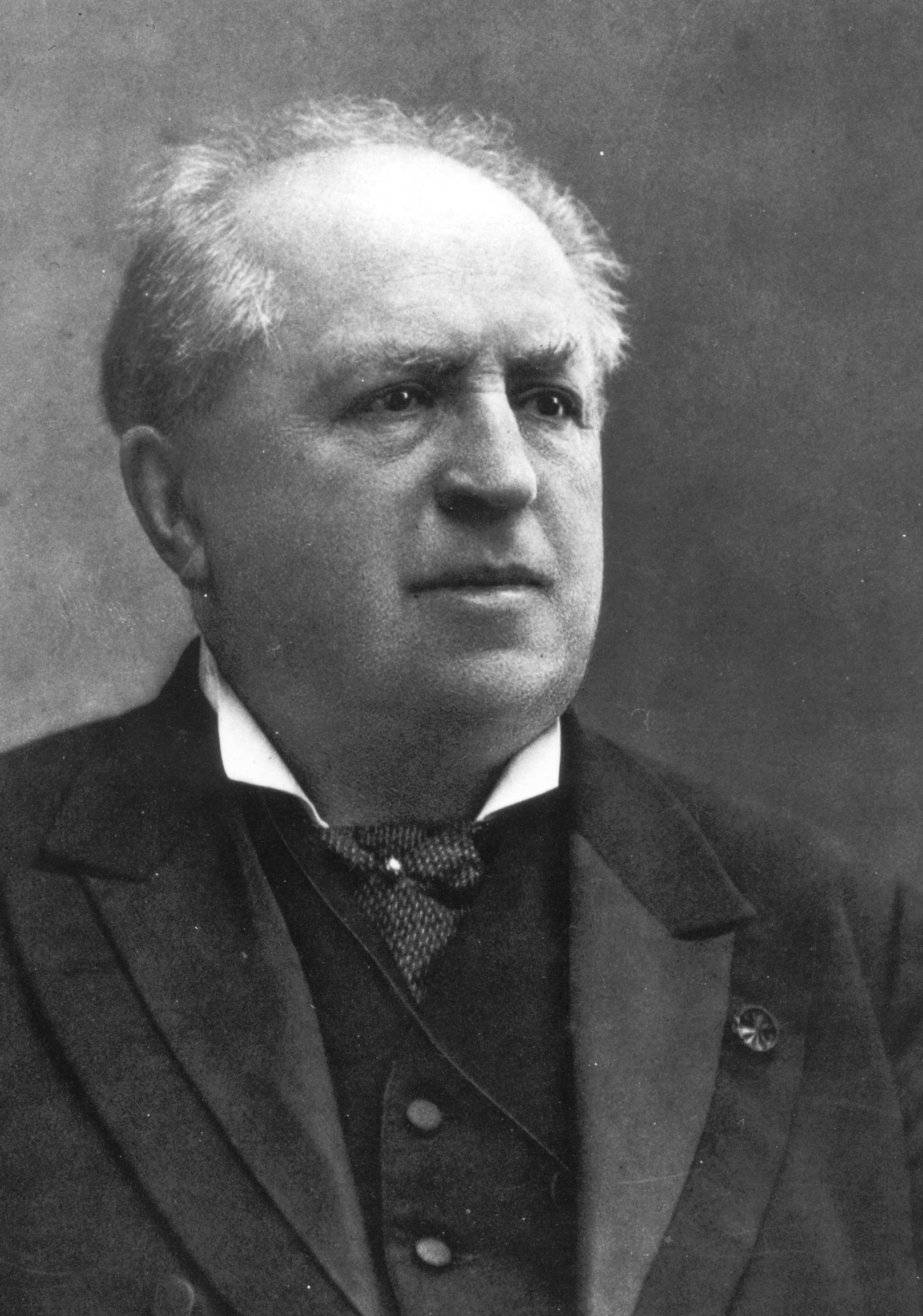
Formateur Abraham Kuyper. Foto uit 1905.

Hoewel Kuyper op zag tegen het formateurschap, waarvan hij nog vermoedde dat deze naar Mackay zou gaan, ging Kuyper al voor zijn benoeming aan de slag met het benaderen van potentiële ministers binnen eigen kring. Hij polste ook Mackay, die aangaf niet beschikbaar te zijn voor het ministerschap én het formateurschap. Op 1 juli stuurde hij ook het verzoek naar de katholieke fractie met het verzoek uit haar midden een commissie te vormen met wie de antirevolutionairen konden onderhandelen over een regeerprogram. De fractie zou daarmee instemmen en op 10 juli bekendmaken dat deze commissie zou bestaan uit fractieleider Herman Schaepman, Jan Harte van Tecklenburg en Jacobus Antonius Nicolaas Travaglino.
Op 11 juli kwam Kuyper langs voor gesprek bij Wilhelmina op paleis Het Loo. Wilhelmina vroeg of hij akkoord kon gaan met voortzetten van de Atjeh-politiek van generaal Jo van Heutsz, de neutraliteit in de Boerenoorlog en het voortzetten van de legerhervorming van minister Arthur Kool. Kuyper kon met alle punten akkoord gaan. Het punt van tarieven werd niet benoemd, omdat Mackay daarop Wilhelmina al gerustgesteld had dat Kuyper slechts gematigd voorstander daarvan was. Wilhelmina bood hem vervolgens het formateurschap aan. Kuyper verzocht echter dit twee dagen in beraad te mogen nemen, in verband met moeilijkheden om zelf minister te worden in het kabinet. Wilhelmina stemde daarmee in. Hij stelde ook voor het ministerie van Waterstaat, Handel en Nijverheid te splitsen in het ministerie van Waterstaat en Verkeer, en het ministerie van Arbeid en Bedrijven. Dat laatste zou het ministerie zijn waarvoor hij zichzelf geschikt achtte.
De reden van uitstel lag 'm grotendeels bij de vrij-antirevolutionairen, met wie Kuyper nog geen contact had opgenomen. Op 12 juli sprak Kuyper met Lohman. Lohman gaf aan Kuyper geschikt te vinden als minister afhankelijk van het ministerie. Lohman kon instemmen met het voorstel voor het afgesplitste ministerie van Arbeid met Kuyper als minister. Lohman gaf aan zelf een ministerschap om politieke redenen niet te kunnen accepteren. Een dag later berichtte Kuyper aan de Wilhelmina dat hij de opdracht "hoe aarzelend ook" aanvaardde.

### Regeringsprogram
Zijn eerste taak was het opstellen van het regeringsprogram, waarvoor hij contact legde met de katholieke afgevaardigde commissie, de vrij-antirevolutionairen en het pas gekozen Kamerlid Jan Schokking voor de Friese Bond. Kuyper en Schaepman hadden vaak ook contact zonder de commissie, waarmee Schaepman de regie van katholieke zijde meer naar zich toetrok. Het enige Kamerlid voor de CHK, Johannes Theodoor de Visser, kon Kuyper vanwege een verblijf in buitenland niet bereiken. Hij besprak het verder plenair met zijn eigen fractie. Met andere politici dan deze had hij geen contact over het program. Hij besprak het verder buiten de politiek met de conservatieve hoogleraar Paul Fabius.
Kuyper wist op 18 juli overeenstemming te bereiken met de katholieken over het program. Er waren enkele aanpassingen, zoals dat de verhoging van invoerrechten ten goede moest komen aan sociale hervormingen. De vrij-antirevolutionairen stemden op 22 juli 1901 in, maar wilden daardoor niet gebonden zijn. Kuyper probeerde de vrij-antirevolutionairen nog zover te krijgen in te stemmen met het algemeen kiesrecht, wat door leden van zijn eigen fractie gevraagd werd. Daarin was Lohman echter onvermurwbaar. Dat uiteindelijk alle partijen konden instemmen, had vooral te maken met dat een groot deel algemeen geformuleerd was.

### Ministers
Het aanzoeken van ministers verliep moeizamer, waarbij een rol speelde dat het aantal geschikte personen bij de confessionele partijen niet groot was, de vrij-antirevolutionairen niet wilden toetreden tot het kabinet en de katholieken geen voormalig ministers uit het kabinet-Mackay wensten. Voor het ministerie van Koloniën droeg Kuyper het antirevolutionaire Kamerlid Titus van Asch van Wijck voor, hoewel hij deze 'niet sterk' vond. Voor Buitenlandse Zaken had Kuyper zijn partijgenoot Robert Melvil van Lijnden voorgedragen. Zowel Mackay als Lohman wezen hem in eerste instantie af en Melvil van Lijnden twijfelde zelf ook, maar ging uiteindelijk akkoord.
Kuyper wilde Kool laten aanblijven als minister van Oorlog, maar die gaf aan dat niet te zien zitten als liberaal voormalig Kamerlid. Kool opperde om als een van twee directeuren-generaal te werken op een samengevoegd ministerie van Oorlog en Marine. De eerste kandidaat voor het ministerschap van het samengevoegd ministerie was Hendrik Seret, maar Kuyper concludeerde bij het eerste gesprek dat hij ongeschikt was. Vervolgens werd voormalig katholieke minister van Oorlog Johannes Willem Bergansius geselecteerd, ondanks dat hij dit was in het kabinet-Mackay. Daarbij ontstond nog even wrijving tussen Kuyper en Schaepman, omdat Kuyper tot onvrede via Harte van Tecklenburg Bergansius had benaderd. Harte van Tecklenburg zelf werd door de katholieken voorgedragen als minister van Financiën en Jan Loeff voor Justitie. Met het aanstellen van een katholiek op het ministerie van Oorlog, ging het ministerie van Waterstaat naar de antirevolutionaire Johannes Christiaan de Marez Oyens.

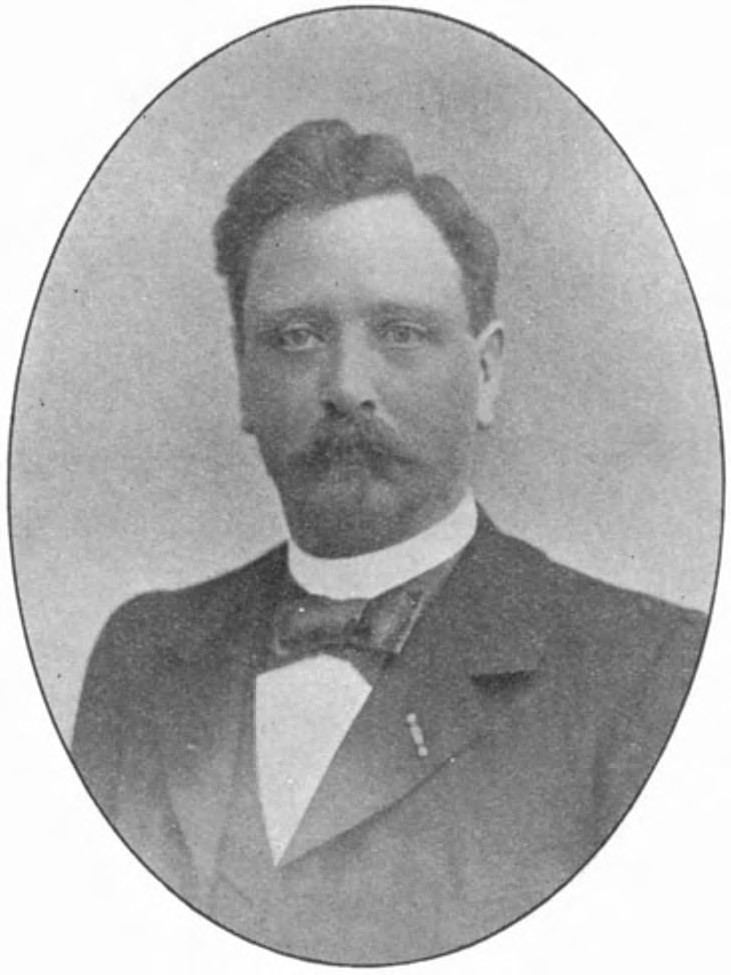
Theo Heemskerk in 1901

Op 24 juli had Kuyper een kandidaat voor elk ministerschap, behalve voor Binnenlandse Zaken. De protestanten wilden in ieder geval geen katholiek op het ministerie van Binnenlandse Zaken, omdat dit ministerie over onderwijs ging. Kuyper had aanvankelijk nog katholieke kandidaten op het oog zoals Harte van Tecklenburg en Gustave van Beerenbrouck, maar zowel Mackay als Lohman hadden daar bezwaar tegen. Kuyper had Lohman en Mackay zelf gevraagd, maar die weigerden. Kuyper had op 21 juli gesproken met de Amsterdamse antirevolutionaire wethouder Theo Heemskerk, die hij eerder voor Financiën op het oog had. Heemskerk gaf aan weinig voor het ministerschap te voelen, maar nam geen definitieve beslissing. Kuyper drong de dagen daarna aan bij Heemskerk. Heemskerk wees het 23 juli definitief af, nadat zijn vrouw naar hem schreef Kuyper ist ein Luegner (Kuyper is een leugenaar). Het leidde tot blijvende verslechterde verhoudingen tussen Kuyper en de latere minister-president Heemskerk.
Het mislukken van gesprekken met Heemskerk leidde tot ongerustheid bij betrokken onderhandelaars. Schaepman stelde voor toch een katholiek te benoemen, wat opnieuw onbespreekbaar was voor de protestanten. Lohman vreesde dat hij opnieuw benaderd zou worden voor het ministerschap, wat hem in een benarde positie zou brengen omdat anders vermoedelijk de formatie zou mislukken. Het was uiteindelijk echter Kuyper die besloot dan maar zelf het ministerschap van Binnenlandse Zaken op zich te nemen, na nogmaals Mackay gevraagd te hebben. De portefeuille Arbeid bracht hij daar ook onder, ondanks de werklast, om aan het sociale gezicht van het kabinet te kunnen werken.
Om de werklast te verminderen wilde hij de afdeling Landbouw tot zelfstandig ministerie maken, waarvoor de antirevolutionair Jacob Petrus Havelaar werd benaderd op 26 juli. Havelaar wilde dit slechts tijdelijk doen en eerst zijn dokter raadplegen. Echter voordat Havelaar kon mededelen dat hij het aanvaardde, had Kuyper al besloten Landbouw onder te brengen bij Waterstaat, Handel en Nijverheid. Omdat daarmee met drie van de zeven ministers de katholieken te veel invloed hadden, bleef Marine toch als apart ministerie met aan het hoofd de partijloze protestant Gerhardus Kruys.

### Eindverslag
Op 27 juli bracht Kuyper zijn eindverslag naar Vegelin van Claerbergen, die het zou overdragen aan de koningin. Diezelfde dag kwamen de aanstaande ministers samen bij de woning van Harte van Tecklenburg in Den Haag. Hoewel ze bewust gekozen hadden voor een onopvallende locatie, kwamen journalisten daarachter en stonden de namen de volgende dag in de krant. Dit leidde tot ongenoegen bij Wilhelmina, die meende dat Kuyper op ongepaste wijze de publiciteit had gezocht, na al eerder een vertrouwelijke mededeling van haar in de krant te hebben gezet. Wilhelmina communiceerde dit ongenoegen via Vegelin van Claerbergen naar Kuyper en stelde bewust een ontmoeting met Kuyper uit tot 30 juli. Na de ontmoeting benoemde ze Kuyper als minister van Binnenlandse Zaken en een dag later volgden de andere ministers. Op 1 augustus werden zij beëdigd op paleis Soestdijk.

## Bron
- de Bruijn, Jan (2001). 'Kuyper ist ein Luegner'. Historisch Documentatiecentrum voor het Nederlands Protestantisme (1800-heden), Amsterdam. ISBN 9072319168.